# Milizia fascista albanese
La Milizia fascista albanese era una specialità della Milizia Volontaria per la Sicurezza Nazionale, istituita in Albania nell'occupazione italiana.

## Storia

Ufficiali e Camicie nere della MFA.

Dopo l'attribuzione della corona del Regno d'Albania a Vittorio Emanuele III il 16 aprile 1939, le forze armate albanesi vennero fuse con quelle italiane con legge del 13 luglio 1939 n. 1115. Anche la Gendarmeria reale albanese e la Guardia di confine confluirono rispettivamente nei carabinieri reali e nella Regia Guardia di Finanza. Il Regio Esercito creò dal 1941 quattro reggimenti "Cacciatori d'Albania" inseriti nelle divisioni di fanteria da montagna del Regio Esercito, mentre come guardia d'onore venne costituita la Guardia Reale Albanese come battaglione del 1º Reggimento "Granatieri di Sardegna". Dopo l'istituzione il 2 giugno 1939 del Partito Fascista Albanese subordinato al duce ed al Partito Nazionale Fascista italiano, con decreto luogotenenziale n.91 del 14 agosto 1939 venne istituita la Milizia fascista albanese (MFA), inquadrata nella Milizia Volontaria per la Sicurezza Nazionale e posta anch'essa sotto il comando del capo del Governo italiano.
La 1ª e la 2ª Legione furono impiegate durante la campagna italiana di Grecia, con scarsi risultati. Infatti l'alto tasso di diserzione del personale albanese convinse il Comando italiano ad allontanare i reparti dal fronte per isolarli nelle zone montuose del nord-ovest. Dopo le dimissioni di Mussolini del 25 luglio 1943 e la caduta del fascismo, la MFA venne ridenominata "Milizia volontaria albanese" (MVA), che infine si sbandò dopo l'8 settembre 1943.

## Organizzazione
Il personale proveniva sia dai coloni italiani che dalla popolazione albanese. Gli ufficiali venivano nominati dal Comando generale della MVSN. Secondo il decreto istitutivo, l'organico previsto era di una Legione MFA ordinaria ed una alpina, entrambe su tre coorti, ma già nel mese successivo questo fu riorganizzato su un Comando Gruppo Legioni e quattro legioni con dieci coorti totali. Dopo l'entrata in guerra dell'Italia nel 1940, le quattro legioni mobilitarono in tutto 14 battaglioni CC.NN. albanesi da aggregare alle divisioni del Regio Esercito.

## Milizie speciali

### Milizia fascista forestale
Nell'ambito della fusione delle forze armate e di polizia, con lo stesso decreto luogotenenziale n.54 del 14 agosto 1939, venne istituita la Milizia fascista forestale, indipendente dalla MFA e inquadrata nella Milizia forestale. Essa era investita degli stessi compiti della corrispondente italiana, ovvero dare esecuzione alle leggi ed alle disposizioni in materia forestale, la gestione e conservazione di boschi e foreste demaniali, vigilanza sui lavori di bonifica e gestione di vivai e campi sperimentali. La forza ammontava ad una legione, la "12ª Legione Milizia Nazionale Forestale" (MNF) inserita nell'organico della Milizia forestale nazionale.

### Milizia albanese della strada

Scudetto omerale della Milizia albanese della strada.

La Milizia albanese della strada (in lingua albanese: Milicija Shqiptare e rruges) fu istituita con decreto luogotenenziale n.41 del 25 gennaio 1940 e posta alle dipendenze dirette della Milizia della strada italiana. Nello stesso periodo fu introdotto il Pubblico registro automobilistico e venne adeguata ed incrementata la regolamentazione stradale. I compiti della milizia comprendevano i servizi di polizia stradale, il soccorso stradale, il controllo della circolazione e delle segnalazioni stradali. La forza ammontava ad un "Reparto stradale autonomo albanese", inserito nell'organico della Milizia stradale italiana.

### Milizia marittima di artiglieria
La MILMART italiana, al 10 giugno 1940, schierava in Albania cinque batterie antinave, tra Durazzo, Valona e Saseno. In particolare schierava:
- una batteria da 152/40 (6 pezzi)
- una batteria da 149/47 (4 pezzi)
- una batteria da 149/42 (3 pezzi)
- due batterie da 120/45 (8 pezzi)

### Milizia portuaria
Due coorti territoriali della 4ª Legione della Milizia Portuaria italiana avevano sede a Valona ed a Durazzo.

## Uniforme ed equipaggiamento

Milizia fascista albanese

L'uniforme e l'equipaggiamento della Milizia fascista albanese erano quelli della Milizia Volontaria per la Sicurezza Nazionale. L'uniforme quindi era del tutto identica a quella del Regio Esercito, con la cravatta e la camicia nera, le fiamme nere sul bavero ed i fasci littori al posto delle stellette. Si distingueva invece dalla nazionale per il copricapo, in quanto il fez nero era sostituito da un fez di feltro bianco che ricorda la qeleshe, lo zuccotto di lana candida tradizionale albanese. I forestali utilizzavano invece il cappello alpino senza penna, bordato di nero. Inoltre la Milizia aveva il suo scudetto omerale, rotondo, costituito dall'aquila bicipite albanese nera su sfondo rosso, con in petto un fascio littorio dorato. Il fregio da berretto era invece formato da un fascio tra due ali, sormontato da una stella a cinque punte, su stoffa nera. Lo scudetto della Milizia albanese della strada si distingueva per il fascetto, che era alato.
Anche l'armamento era lo stesso dei reparti combattenti della MVSN e della fanteria del RE. La MFA aveva quindi in dotazione le pistole semiautomatiche Beretta M34 e le varie versioni del Carcano Mod. 91/38 come armi individuali, il fucile mitragliatore Breda Mod. 30 e la mitragliatrice pesante Breda Mod. 37 come armi di reparto, fino ai cannoni controcarro 47/32 Mod. 1935. Come componente della milizia, il personale riceveva inoltre il pugnale mod. 35 della MVSN.
Nel breve periodo intercorrente tra la caduta di Mussolini e l'armistizio, quando la MFA fu "defascistizzata" in Milizia volontaria albanese, dalle uniformi sparirono il pugnale ed i fascetti littori delle mostrine, sostituiti con le stellette delle forze armate italiane.

## Ordinamento 14 agosto 1939
- una Legione MFA ordinaria
  - tre Coorti
- una Legione MFA alpina
  - tre Coorti

## Ordinamento 18 settembre 1939
| Comando di Legione        | Sede    | Corti distaccate ed autonome                                     | Btg. mobilitati nel 1940 |
| ------------------------- | ------- | ---------------------------------------------------------------- | ------------------------ |
| Comando di Gruppo Legioni | Tirana  |                                                                  |                          |
| 1ª Legione MFA            | Tirana  | I Coorte (Tirana) II Coorte (Durazzo) III Coorte (Peshkopi)      | I, V, VI, X, XIII        |
| 2ª Legione MFA            | Coriza  | IV Coorte (Elbasan) V Coorte (Coriza)                            | XI                       |
| 3ª Legione MFA            | Valona  | VI Coorte (Valona) VII Coorte (Berat) VIII Coorte (Argirocastro) | III, VIII, XII, XIV      |
| 4ª Legione MFA            | Scutari | IX Coorte (Scutari) X Coorte (Kukës)                             | II, IV, VII, IX          |
| 12ª Legione MNF albanese  | Tirana  | dipendente da Comando generale della MNF di Roma                 |                          |
| Reparto stradale autonomo | Tirana  | dipendente da Comando generale della MNS di Roma                 |                          |